# Non-ITU-Präfix
Non-ITU-Präfixe (auch: Nicht-ITU-Präfixe, englisch Non-ITU prefixes, auch No ITU prefixes) werden „Landeskenner“, also Rufzeichen-Präfixe, insbesondere Amateurfunkrufzeichen-Präfixe, genannt, die nicht von der Internationalen Fernmeldeunion (ITU) vergeben worden sind.

## Hintergrund
Die ITU (englisch International Telecommunication Union) ist die einzige völkerrechtlich verankerte Organisation, die sich weltweit mit technischen Aspekten der Telekommunikation befasst.
Es liegt allein in ihrer Zuständigkeit, den Mitgliedstaaten Rufzeichenserien, gekennzeichnet durch entsprechende Präfixe, offiziell zu vergeben. Stellt die ITU fest, dass Rufzeichen mit Präfixen verwendet werden, die sie nicht zugewiesen hat, und somit die Verwendung eines bestimmten Präfixes ohne formelle Zuordnung und Zustimmung der ITU stattfindet, dann stellt dies folglich eine nicht autorisierte und illegale Nutzung dar.
Die Verwendung einiger Non-ITU-Präfixe, obwohl nicht offiziell vergeben, wird jedoch teilweise toleriert. Nicht toleriert hingegen werden beispielsweise Rufzeichen, die mit dem Buchstaben Q beginnen. Dies ist wichtig und soll unbedingt vermieden werden, um Verwechslungen mit Buchstabengruppen des Q-Schlüssels vorzubeugen. Ebenso sind alle Präfixe mit zwei identischen Buchstaben zu vermeiden sowie solche, die die Ziffer Ø (Null) oder 1 (Eins) enthalten, um Verwechslungen mit den Buchstaben O und I zu verhindern.

## Beispiele
Die ITU hat aktuell (Stand 2021) keine Rufzeichenserien mit den Präfixen 1x und Qx vergeben („x“ steht hier als Platzhalter für beliebige Buchstaben). Somit sind Präfixe wie 1B (von der Türkischen Republik Nordzypern verwendet) oder 1S (von Funkamateuren verwendet, die die Spratly-Inseln besuchen und dort ohne Lizenz Funkbetrieb machen) nicht offiziell erlaubt und Rufzeichen mit solchen Präfixen werden daher in der Regel auch nicht für Amateurfunkwettbewerbe wie beispielsweise den DX Century Club (DXCC) als eigene „Entitäten“ anerkannt.
Ein weiteres Beispiel für ein Non-ITU-Präfix ist Z6, das die ITU keinem ihrer Mitgliedstaaten zugewiesen hat, aber seit 2008 von der Republik Kosovo benutzt wird (siehe auch: Amateurfunkverband des Kosovo). Jedoch wird seit dem 21. Januar 2018 die Republik Kosovo mit dem Landeskenner Z6 als 340. DXCC-Entität von der American Radio Relay League (ARRL) anerkannt.